# Szabó Richárd
Szabó Richárd (Szentgyörgyvölgy, Zala megye; 1820. május 6. – Felsőkázsmárk, Abaúj megye; 1873. augusztus 9.) író, hírlapíró és szerkesztő.

## Pályája
Iskoláit Vácon és Pesten végezte. Előbb katolikus lelkész volt, majd 1855-ben áttért a református hitre. 1858-ban Kolozsvárról Pestre ment, itt hírlapíró lett. Az ifjúsági irodalomnak jó szolgálatot tett a Gyermekbarát és az Ifjúság Lapja szerkesztésével (1861–1864). A Corvina Társaság ügyeit is vezette (1870-től). Mint a hölgyközönség kedvelt írója, megalapította és haláláig szerkesztette a Magyar Bazárt (1866–1873.)
Első irodalmi kísérletei a Rajzolatokban, majd a Kovacsóczy Mihály által szerkesztett Közleményekben jelentek meg. A nagyközönség figyelmét azonban az Életképekben megjelent novelláival vonta magára. Ugyanott jelentek meg Nők világa címmel a magyar irodalomban akkor még újszerű levelei. Ettől fogva a nők kedvelt írója volt. Cikkei és szépirodalmi dolgozatai különféle lapokban, folyóiratokban és évkönyvekben jelentek meg, az Üstökösnek és A  Honnak is munkatársa volt. Az Életképekben Bús Aurél néven írt.

## Munkáiból
- Nők világa. (Pest, 1847.) Online
- Beszélyei. Három kötet. (Kolozsvár, 1856.)
- Novellái. (Pest, 1858.)
- Beszélyei. Három kötet. (Pest, 1858.)
- Újabb beszélyei. Két kötet. (Pest, 1863.)
- Lassú víz partot mos. Regény. Két kötet. (Pest, 1868.)
- Elhullt levelek. Beszélyek. Két kötet. (Pest, 1870–1871.)

### Fordításaiból
- Hackländer, F. W., Európai rabszolgaélet. Regény. I-IV. kötet. ford. Uo. 1865. (Az V. kötetet Rózsaági Antal fordította).
- Bell Róbert, Az arany hágcsó. Angol regény, ford. Uo. 1867. Két kötet.
- Herbert Lucian, Napoleon Lajos 1808-1848-ig. Tört. Korrajz. Ford. Uo. 1864-66. Tíz kötet. (Dienes Lajossal együtt.)
- Reschauer Ármin, Bécsi márcziusi napok 1848-ban, a magyarországi viszonyok befolyásával kapcsolatban. Uo. 1870.
- Önsegély. Élet- és jellemrajzok által fejtegetve. Smiles után átdolgozta. Uo. 1870. (Corvina kiadványa 24.).